# Palác arcivévody Albrechta
Palác arcivévody Albrechta, (německy Palais Erzherzog Albrecht, či jen Albrechtspalais), někdy také Albertina, je městský palác v 1. vídeňském městském obvodě Vnitřní Město, na náměstí Albertinaplatz / Augustinerstraße. V paláci je umístěna grafická sbírka Albertina.

## Dějiny

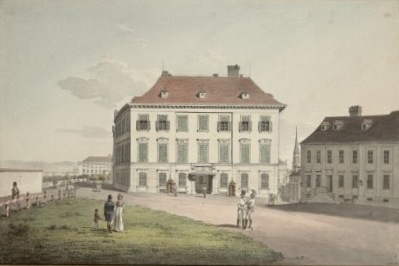
Palác Alberta Sasko-Těšínského s Augustinskou baštou, kolem roku 1816

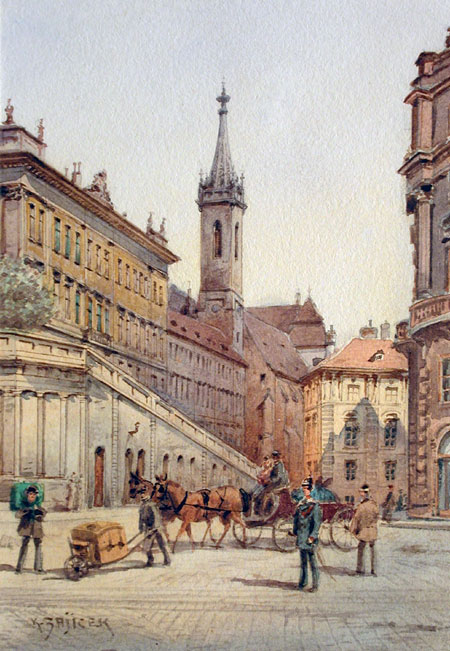
Carl Wenzel Zajicek: Augustinerstraße kolem r. 1900. Vlevo je Albertina s rampou dnes osazenou schodištěm. Uprostřed: kostel sv. Augustina, vedle ní vpravo: Lobkovický palác a zcela vpravo: již neexistující Philipphof

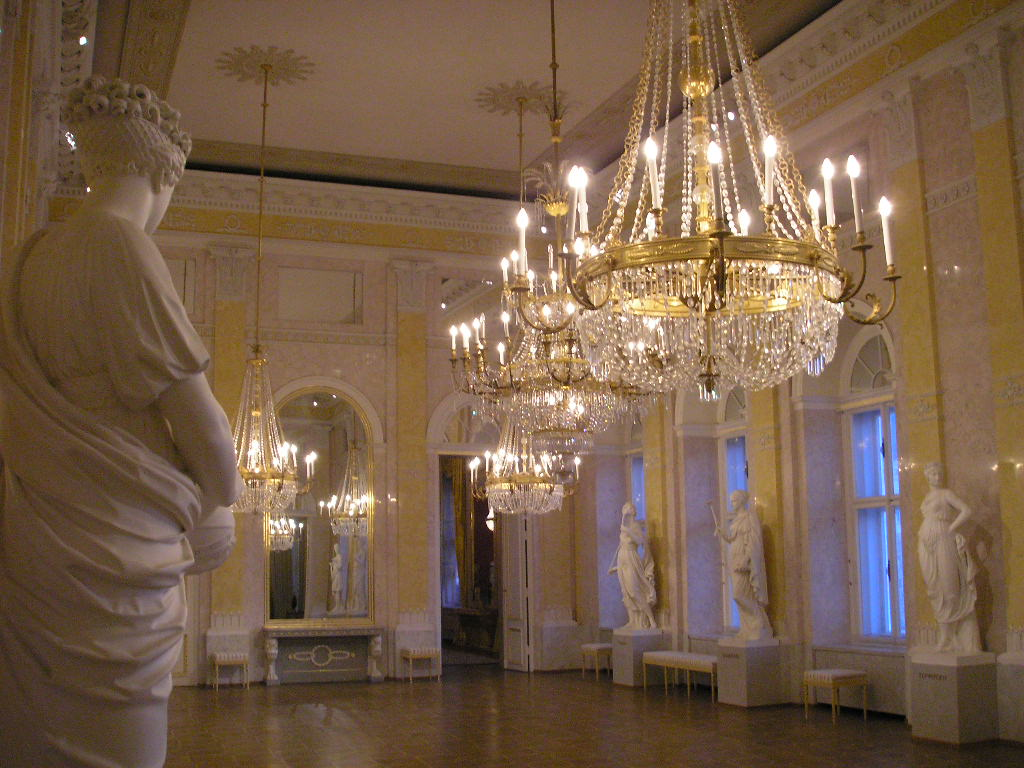
Sál múz v paláci arcivévody Albrechta

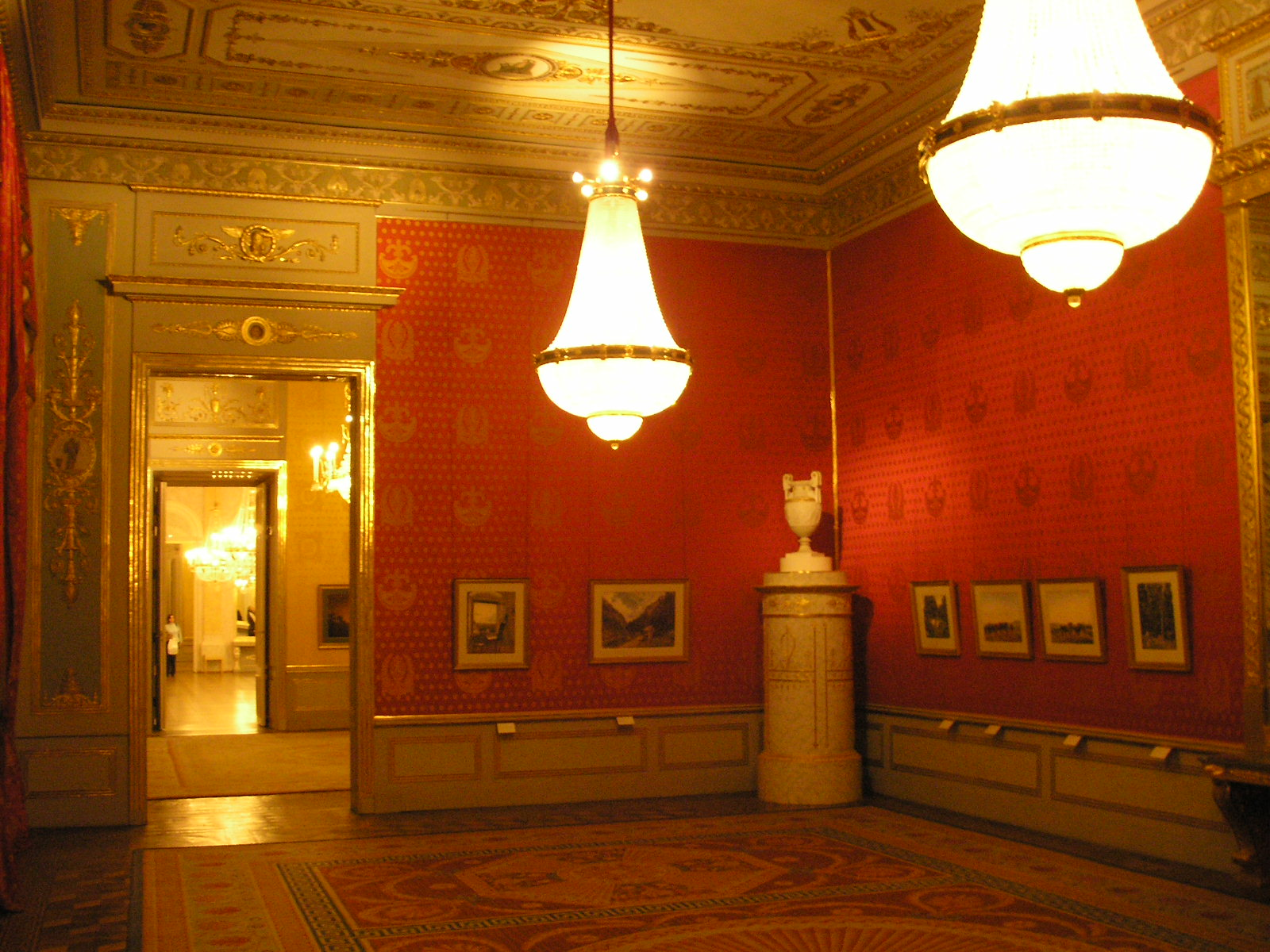
Audienční místnost s červenou hedvábnou tapetou

Palác stojí na jedné z posledních zachovalých částí vídeňského středověkého opevnění, Augustinské baště. Původně zde stála budova Dvorního stavebního úřadu z druhé poloviny 17. století, která byla v letech 1742 až 1745 svým tehdejším majitelem, poradcem Marie Terezie a dvorním stavebním radou, hrabětem Emanuelem Silva-Tarouca, přestavěn na palác Tarouca.
Budovu roku 1795 převzal od vévody Alberta Kazimíra Sasko-Těšínského, jenž se přiženil do císařské rodiny. Jeho umělecká výstava započatá v Bratislavě, kde působil jako místodržící císařovny, byla později po něm nazvána Albertina. Jméno výstavy se později vžilo i pro samotný palác, v němž byla výstava umístěna. V letech 1801 až 1805 proběhlo rozšíření budovy Luisem Montoyerem a od té doby palác sousedí s Hofburgem.
Po smrti vévody Alberta roku 1822 přešel palác do vlastnictví jeho dědice, arcivévody Karla, jenž se do rakouských dějin zapsal jako vítěz bitvy u Aspern roku 1809 (viz jeho památník na Heldenplatzu). Za jeho vlastnictví proběhla další přestavba podle plánu Josepha Kornhäusela, která se týkala především interiérů. Z této doby pochází velké sfingové schodiště se schody z bílého tvrdého Kaisersteinbrušského císařského kamene. Po arcivévodovi Karlovi obývali palác jeho syn, polní maršál arcivévoda Albrecht Bedřich, po němž byl palác pojmenován. Po jeho smrti palác vlastnil jeho synovec, polní maršál arcivévoda Bedřich Ferdinand, v první světové válce v letech 1914–1917, vrchní velitel c. k. armády.
V roce 1867 proběhly menší úpravy fasády v historizujícím stylu. V letech 1864–1869 vznikla Albrechtova kašna s (dnes již zničenou) figurální výzdobou na zdi Augustinská bašta.

## Rakouská republika
Albrechtský palác stejně jako sbírka grafik Albertina zpočátku nebyl majetkem jednotlivých osob, nýbrž rodinným fideikomisem, dědičným majetkem císařského domu, v Habsburském zákoně z roku 1919 sloučeného do Privat- und Familienfonds des Hauses Habsburg und seiner Zweiglinien („Soukromý a rodinný fond habsburského domu a jeho větví“). Tento fond byl v dubnu 1919 znárodněn Rakouskou republikou. Habsburským zákonem přešly do majetku republiky také budova i sbírky. Arcivévoda Bedřich byl donucen se z paláce vystěhovat a směl si s sebou vzít jen nejnutnější osobní věci. Jelikož poté odmítl přijmout občanství republiky, odstěhoval se na své panství v Maďarsku.
Od roku 1921 jsou Albrechtův palác i umělecká sbírka obvykle nazývány souhrnně jako Albertina. V březnu 1945 byl palác při bombardování těžce poškozen a po skončení války byl obnoven jen ve zjednodušené podobě.
V letech 1998 až 2003 byla Albertina celkově přestavěna a modernizována. Tyto změny byly nejprve částečně zamítnuty Spolkovým úřadem pro památky (Bundesdenkmalamt), nicméně rozhodnutím nadřízeného ministerstva prosazeny. Sporná byla především plovoucí střecha od Hanse Holleina („Soravia-Wing“) financovaná soukromým sponzorem.
Vedle uměleckých sbírek Albertina se v budově nachází také hudební archiv Rakouské národní knihovny a rakouské Filmové muzeum.

## Augustinská bašta: Albrechtův pomník aplovoucí střecha
Na předdvoří paláce, asi 10 metrů nad úrovní ulice, zvané podle zbytků městských hradeb Augustinská bašta, stojí od roku 1899 bronzový jezdecký pomník arcivévody Albrechta, dílo sochaře Caspara von Zumbusch. Jeho podstavec z české žuly pochází z lokality Požár u Prahy, autorem návrhu je architekt Karel König. Je odtud výhled na vídeňskou operu.
Při poslední adaptaci budovy Albertiny k prosinci 2003 byla na Augustinské bašta mezi Albrechtovým pomníkem a schodištěm na Augustinerstraße postavena moderní plovoucí střecha zvaná „Soravia Wing“ navržená Hansem Holleinem. Pod touto střechou, pojmenovanou po sponzorech Erwinovi a Hanno Soraviovými, se nacházejí výtah a na baštu těsně navazující eskalátor, který vede z Albertinaplatzu až před obnovený hlavní vstup v průčelí paláce.